# Unus mundus
Unus mundus (łac. jeden świat) – w alchemii oraz psychologii Carla Gustava Junga termin ten używany jest naprzemiennie z unio mystica, coincidentia oppositorum, complexio oppositorum, coniunctio – terminy te mają niemal ekwiwalentne znaczenie.
Carl Gustav Jung pisze:
"Coniunctio – to obraz dany a priori, od zawsze zajmujący poczesne miejsce w historii rozwoju ducha ludzkiego. Jeśli spojrzymy na dawne dzieje tej idei, znajdziemy w alchemii dwa źródła: chrześcijańskie i pogańskie. Źródłem chrześcijańskim jest niewątpliwie nauka o Chrystusie i Kościele, Oblubieńcu (sponus) i Oblubienicy (sponsa), przy czym Chrystusowi przypada rola Słońca (Sol), a Kościołowi rola Księżyca (Luna). Pogańskim źródłem jest z jednej strony idea świętych zaślubin (gr. hierós gámos, hierogamii), z drugiej weselnego związku mysty i bóstwa".